# Burnout (jeu vidéo)
Pour les articles homonymes, voir Burnout.
Burnout est un jeu vidéo de course, développé par Criterion Games et édité par Acclaim, publié en 2001 sur console PlayStation 2, puis en 2002 sur GameCube et Xbox. Premier volet de la série Burnout, le principe du jeu est de rouler à grande vitesse sur des grands axes urbains pour remporter la course tout en évitant le plus grand nombre de véhicules. Le succès du jeu lui vaut plusieurs suites.

## Système de jeu
Burnout a pour principal mode de jeux le championnat, c'est-à-dire une succession de plusieurs courses à la suite ou le joueur doit affronter trois adversaires dans un temps imparti. La difficulté de chaque événement s'amplifie et requiert au joueur l'usage de voitures plus performantes et plus rapides afin d'emporter la première place. Un mode appelé Face Off est débloqué et le joueur peut remporter une nouvelle voiture. D'autres modes du jeu incluent la course simple, la course contre la montre, et le mode Face à face.
Burnout comprend une petite collection de voitures.

## Accueil
Burnout est généralement bien accueilli par la presse spécialisée selon le site généraliste Metacritic, qui attribue une moyenne de 78 % à la version GameCube, 79 % à la version PlayStation 2, et 75 % à la version Xbox.